# Today Was a Fairytale
Today Was a Fairytale è un singolo promozionale della cantante statunitense country pop Taylor Swift, inclusa nella colonna sonora del film Appuntamento con l'amore. Il singolo è stato pubblicato nel solo formato di download digitale il 19 gennaio 2010 per promuovere il film dall'etichetta discografica Big Machine Records.
Today Was a Fairytale è entrata alla seconda posizione della Billboard Hot 100 nel febbraio 2010. Ha venduto 325 000 copie digitali in una sola settimana, stabilendo così il nuovo record per la cantante con più vendite digitali di un singolo nella settimana di debutto, prima detenuto da Britney Spears con la canzone Womanizer. Nella settimana successiva la canzone è scesa alla ventiduesima posizione della Billboard Hot 100. Ha trascorso in totale 15 settimane su quella classifica. È inoltre entrato alla vetta della classifica canadese e alla terza di quella australiana.
Il singolo è stato certificato disco di platino sia negli Stati Uniti, per aver venduto più di un milione di copie, sia in Australia, dove le sue vendite ammontano a oltre 70 000 copie.

## Classifiche
| Classifica (2010)                | Posizione massima |
| -------------------------------- | ----------------- |
| Australia                        | 3                 |
| Canada                           | 1                 |
| Giappone                         | 63                |
| Irlanda                          | 41                |
| Nuova Zelanda                    | 29                |
| Regno Unito                      | 57                |
| Stati Uniti                      | 2                 |
| Stati Uniti (Pop)                | 20                |
| Stati Uniti (Country)            | 41                |
| Stati Uniti (Adult contemporary) | 21                |
| Stati Uniti (Adult Songs)        | 21                |

## Today Was A Fairytale (Taylor's Version)
In seguito alla controversia con la sua precedente casa discografica e la vendita dei master delle pubblicazioni precedenti al suo contratto con la Republic Records, Swift ha cominciato a ri-registrare tutta la sua discografia dal 2006 al 2019, includendo anche brani non inclusi in alcun album in studio. Ogni reincisione presenta la dicitura Taylor's Version nel titolo, per distinguerla dall'incisione originale e quindi dal master non di proprietà della cantautrice.
Il 9 aprile 2021 Taylor Swift ha ripubblicato il brano sotto il nome Today Was A Fairytale (Taylor's Version), incluso nell'album Fearless (Taylor's Version).